# 홍사훈
홍사훈(洪思勳, ?~)은 대한민국의 기자이다.

## 경력
- KBS 보도국 과학부 기자
- KBS 시사보도팀 기자
- KBS 탐사제작부 기자
- KBS 과학재난부 기자
- KBS 뉴스라인 출연
- 2013년 9월~2018년 1월: KBS 보도본부 시사제작국 시사제작1부 부장
- 2019년 2월~2019년 4월: KBS 보도본부 시사제작국 시사제작2부 부장
- 2019년 5월: KBS 보도본부 시사제작국 국장

## 방송
- 미디어 인사이드 기획
- 시사기획 창 기획
- 홍사훈의 경제쇼(KBS 1라디오) - 앵커(2021. 2. 8.~2023. 11. 3.)
- 홍사훈쑈(김어준의 겸손은 힘들다 뉴스공장) - 진행자(2023. 12. 4.~)